# The Violin Player
The Violin Player — первый успешный техно-поп альбом Ванессы Мэй, вышедший в 1995 году, результат многолетнего труда и успешного сотрудничества Ванессы Мэй и продюсера и музыканта Майка Батта.

## Об альбоме
Такие композиции, как «Toccata and Fugue in D Minor», «Classical Gas» и «Red Hot» мгновенно стали хитами.

На сегодняшний день это самый успешный альбом Ванессы Мэй, в мире он разошёлся 8 миллионами копий.

## Список композиций
1. «Toccata and Fugue in D Minor» — 7:47
2. «Contradanza» — 3:49
3. «Classical Gas» — 3:21
4. «Theme from 'Caravans'» — 5:06
5. «Warm Air» — 3:38
6. «Jazz Will Eat Itself» — 3:30
7. «Widescreen» — 3:58
8. «Tequila Mockingbird» — 3:26
9. «City Theme» — 4:32
10. «Red Hot» — 3:16